# Trenažna divizija
Trenažna divizija (tudi šolska divizija; angl. Training Division) je šolska divizija, ki je zadolženo za urjenje in usposabljanje rekrutov.
Stalna sestava divizije je sestavljena iz inštruktorjev, ki usposobijo dodeljene rekrute. Šolanje po navadi poteka v velikosti voda. Ko je šolanje končano, se lahko celotna divizija reorganizira v aktivno oz. se novousposobljene vojake pošlje v enote.